# Gezicht op Saintes-Maries-de-la-Mer
Gezicht op Saintes-Maries-de-la-Mer (in italiano traducibile come "Veduta di Saintes-Maries-de-la-Mer") è un dipinto a olio su tela del pittore olandese Vincent van Gogh realizzato nel 1888 a seguito del soggiorno a Saintes-Maries-de-la-Mer, completato presso il suo studio ad Arles e conservato presso il Kröller-Müller Museum di Otterlo (F397/JH 1447).

## Storia
A fine maggio del 1888 van Gogh, che all'epoca viveva ad Arles, decise di trascorrere una settimana nel borgo di Saintes-Maries-de-la-Mer. Si trattava di un piccolo villaggio popolato da circa ottocento persone: gli abitanti si guadagnavano da vivere pescando, coltivando viti e riso oppure prendendosi cura degli animali.
Dopo aver sofferto di problemi legati ai denti e allo stomaco, van Gogh desiderava trascorrere una settimana al mare per riprendersi. Facendo lunghe passeggiate, sperava di recuperare la sua salute cagionevole costantemente martoriata dall'alcol, dall'abuso di tabacco e dalla cattiva alimentazione.
Ovviamente non andò lì senza i suoi strumenti per dipingere. Tutto ciò di cui aveva bisogno in quel momento era disegnare ed immortalare ciò che vedeva, nelle sue tele. Dopo quasi cinque ore di viaggio, van Gogh sarà finalmente in grado di distinguere in lontananza la vista accogliente del campanile della chiesa, visibile da una distanza considerevole e che si erge al di sopra delle paludi. Essere nel sud della Francia fa stare bene Vincent che si sente mosso da una spinta compulsiva di "catturare" (attraverso la pittura) la bellezza della Provenza. Sebbene abbia trascorso pochi giorni nella città di Saintes-Marie de la Mer (a causa del poco materiale portato con sè), il risultato ottenuto nelle sue opere è senza dubbio soprendente: gran parte del suo lavoro si concentra su disegni "abbozzati" e sull'utilizzo degli acquarelli.
Rimase affascinato dalla bellezza del paesaggio e dai suoi colori variopinti come testimonia in una delle sue lettere al fratello Theo:
ti scrivo finalmente da Saintes-Maries sul Mediterraneo. Il Mediterraneo ha un colore come quello degli sgombri, vale a dire è cangiante, non si sa bene se è verde o viola, non si sa sempre se c'è del blu, perchè a seconda del riflesso cangiante prende una tinta rosa o grigia. (....)
Ho portato due quadri – due marine, uno scorcio del villaggio, e
due disegni che ti manderò per posta domani quando sarò tornato ad
Arles.»
(Lettera n. 619 a Theo, 3 o 4 giugno 1888)
In effetti, il paragone con lo sgombro in un certo senso è appropriato poiché si trattava del pesce maggiormente pescato nel periodo primaverile e che quindi Vincent avrebbe visto scaricare sulle spiagge in grandi quantità. Non appena arrivato, il pittore olandese esplorò immediatamente il villaggio (composto da pochi brevi strade che circondano la chiesa, costruita attorno al XII secolo). Probabilmente, entrò nella chiesa di Saintes-Maries de-la-Mer per ammirare le opere che ospitava al suo interno: ovvero, le reliquie delle tre Santi venerate e la collezione di dipinti ex voto (molti dei quali donati come segno di ringraziamento per i salvataggi miracolosi da incidenti in mare). Saranno sicuramente proprio questi elementi che lo ispireranno nel dipingere la Gezicht op Saintes-Maries-de-la-Mer
Nonostante la preoccupazione che il clima potesse essere troppo tempestoso per dipingere all'esterno, sembrava che van Gogh fosse riuscito a realizzare in quel breve periodo (oltre ad un bozzetto realizzato con penna ed inchiostro della Gezicht op Saintes-Maries-de-la-Mer, ultimato nel suo studio ad Arles), nove disegni e due dipinti raffiguranti scene di spiaggia con barche da pesca. Inoltre a parte i dipinti eseguiti in questo borgo, egli sino a quel momento aveva realizzato pochi quadri raffiguranti il paesaggio marino. Infatti, era molto emozionato all'idea di vedere il mare proprio perché tali acque (come tutto il resto della Francia meridionale in realtà) erano completamente diverse da quelle del Nord a cui era abituato.

Van Gogh vuole essere "un artista completo", infallibile nonché capace di affrontare ogni sfida e difficoltà benché i suoi pensieri erano trasportati incessantemente nel passato: il mare gli ricordava suo zio marinaio Jan, le dune di Scheveningen mentre i cottage delle baracche di Drenthe. 

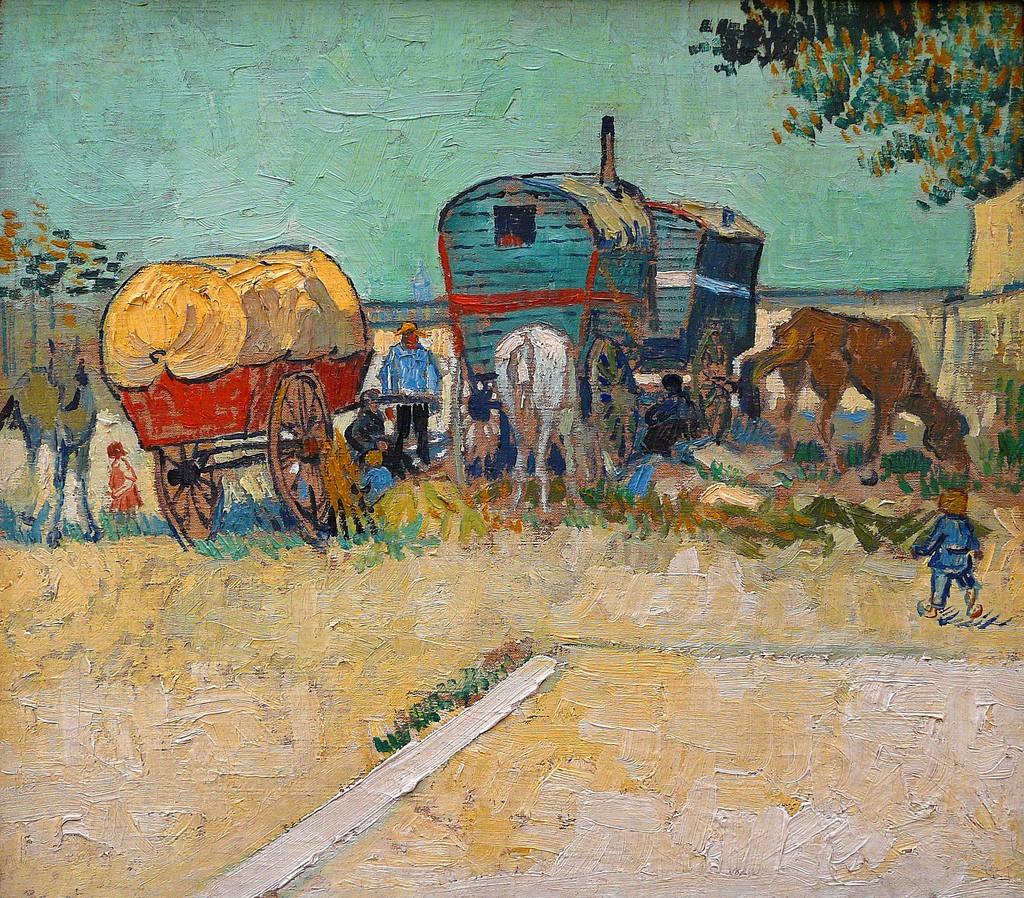
Vincent van Gogh, Woonwagens van de zigeuners met uitgespannen paarden bij Arles (Saintes-Marie de-la-Mer, 1888); olio su tela, 45×51 cm, Museo d'Orsay, Parigi

Gli stessi fantasmi del passato, progressivamente, lo portarono ad allontanarsi dai bastioni della chiesa di pellegrinaggio da cui la città Saintes-Marie trae il suo nome: ogni anno a fine maggio (più precisamentre, tra il 24 e il 25) molti pellegrini compievano un arduo viaggio attraverso le paludi della Camargue, per celebrare la Santa Sara la Nera. In ricordo di questo avvenimento, Van Gogh realizzò l'opera intitolata Woonwagens van de zigeuners met uitgespannen paarden bij Arles (ovvero "Accampamento di zingari con carovane") che non si tratta di un'immaginazione simbolica, ma di un evento reale che l'artista evoca nella serenità del suo studio. La situazione marginale dei Gitani all'interno della società, ha senza dubbio sedotto Vincent la cui compassione può solo che essere accresciuta dalla loro vita itinerante. Ulteriore avvenimento che ha ispirato la gita presso questo borgo è stato indubbiamente, il cammino annuale di questi ardenti pellegrini che attraversavano anche la città di Arles.

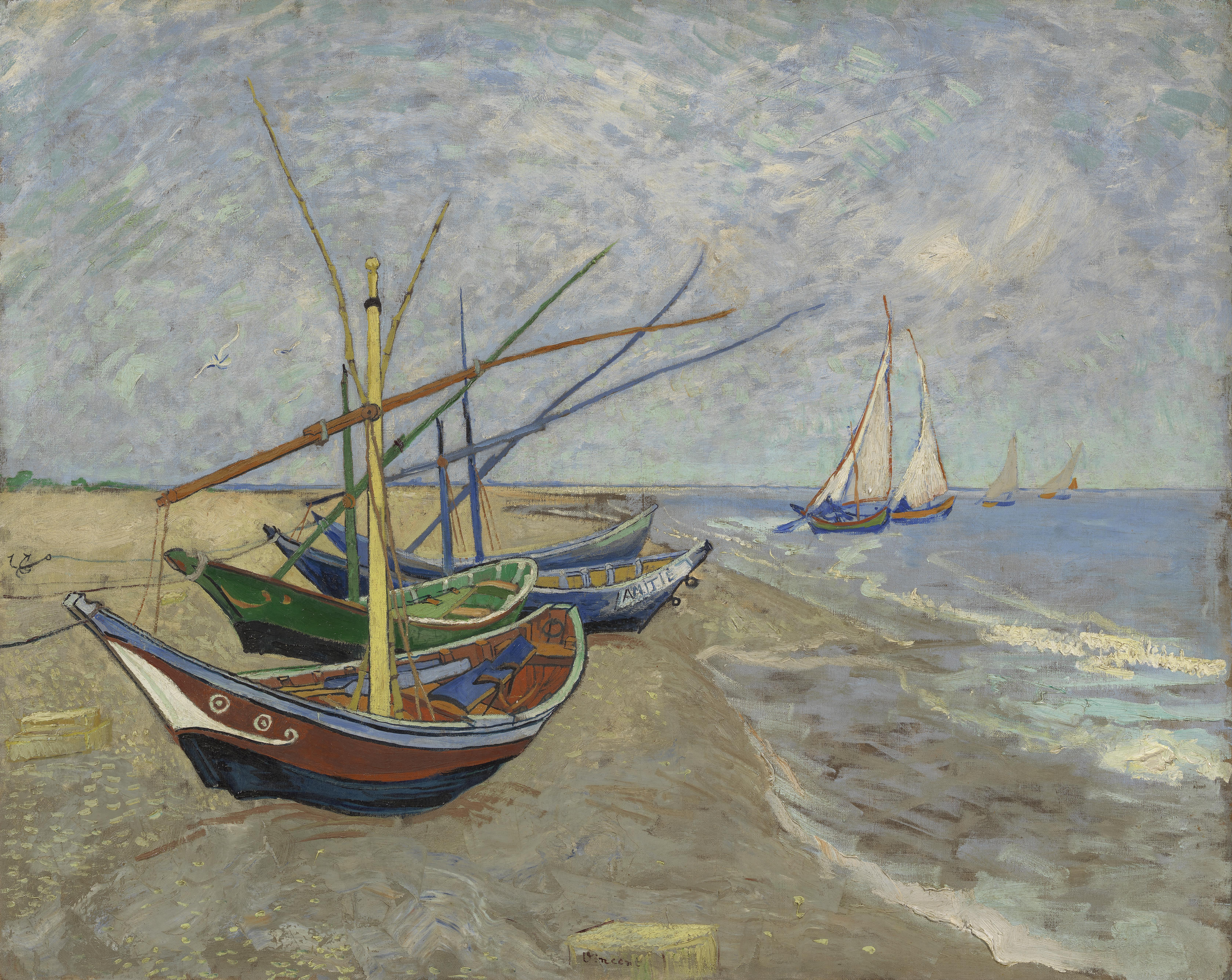
Vincent van Gogh, Vissersboten op het strand van Les Saintes-Maries-de-la-Mer (Saintes-Marie de-la-Mer, 1888); olio su tela, 65×81,5 cm, Van Gogh Museum, Amsterdam

Inoltre, saranno proprio gli schizzi preliminari realizzati durante il soggiorno nel borgo a costituire la parte più rilevante del suo lavoro: da qui, si sviluppa lo studio ad acquarello che rappresenta barche arenate sulla spiaggia e che prende il nome di Vissersboten op het strand van Les Saintes-Maries-de-la-Mer (tradotto comunemente come "Barche a Saintes-Maries"). L'opera rappresenta un mare piuttosto agitato, alcune barche navigavano con le vele gonfie dal vento altre invece giaccevano immobili sulla spiaggia. Le forme sinuose delle imbarcazioni con l'Albero di maestra simile a delle punte di bambù contribuiscono nel dare un aspetto esotico all'opera che si caratterizza dal violento contrasto giocato dai toni del blu e dell'arancio, producendo un effetto visivo molto particolare. Il colore del panorama cambia rapidamente durante il giorno ma la parte di Vincent legata all'Impressionismo non aveva nulla di cui lamentarsi. A giudicare dai colori vivaci e dalle linee ferme delle barche e degli alberi, risulta chiaro l'intento di ricreare l'effetto di una xilografia giapponese (riuscendoci con grande esito). Infatti, le opere realizzate tra il 1888-1889 esemplificano un periodo di grande creatività e libertà per van Gogh che ritiene di essere sempre più vicino al raggiungimento del suo scopo ovvero quello di diventare un pittore di paesaggi e catturare la sua ammirazione per le incisioni giapponesi. Il disegno preliminare venne completato da van Gogh in un'ora, poco prima della sua partenza perché nonostante vedesse le barche ogni mattina, queste salpavano così presto da non lasciargli molto tempo per dipingerle e realizzare quindi un'opera definitiva. Infatti, il delicato luccichio del cielo, dell'acqua e della sabbia è stato completato in studio creando un forte contrasto con le superfici piatte e colorate che compongono le barche. Scrive al fratello Theo di essere molto orgoglioso del suo lavoro in quanto non ha utilizzato il telaio per la prospettiva bensì ha realizzato i contorni a mano libera, con quella spontaneità a cui ha sempre profondamente aspirato.
Ciò che è certo è che van Gogh rimane impressionato dalla città di Saintes-Maries: il clima luminoso e vivace del sud della Francia incide profondamente sull'uso del colore portando ad una maggiore estrosità nella tavolozza dell'artista che enfatizza l'energia e la vitalità del paesaggio.
A metà luglio, van Gogh scrisse all'amico pittore Émile Bernard e gli inviò quindici disegni scelti dalle trenta tele che si asciugavano nelle pareti del suo studio. Escluse dalla scelta due dei suoi quadri più popolari del periodo trascorso nel borgo peschereccio ovvero "Gezicht op Saintes-Maries-de-la-Mer" e "Vissersboten op het strand van Les Saintes-Maries-de-la-Mer ".

## Descrizione
(Lettera n. 619 a Theo, 3 o 4 giugno 1888)
In questo passo della lettera, van Gogh si riferisce al Gezicht op Saintes-Maries-de-la-Mer, di misure nettamente superiori rispetto alle altre opere che misuravano circa 30×47 cm.

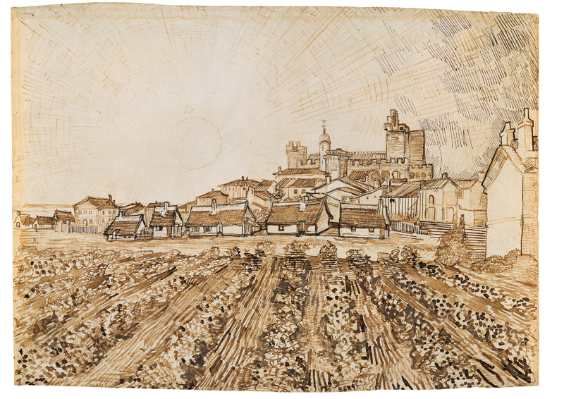
Vincent Van Gogh, Gezicht op Saintes-Maries-de-la-Mer (Saintes-Maries-de-la Mer, 1888); disegno, 43×60 cm, Collezione privata

Nonostante i vari lavori realizzati durante la permanenza nel borgo peschereccio, il dipinto Gezicht op Saintes-Maries-de-la-Mer (F416) evidenza nettamente l'evoluzione del suo approccio pittorico che si traduce in un'attenzione crescente all'espressione emotiva attraverso l'ausilio del colore e zone che si alternano a delle sottili sfumature di vegetazione. Inoltre, nel quadro Vincent illustra non solo la sua passione per i giochi cromatici con grande sottigliezza ma anche il suo crescente impegno nei confronti dei valori espressivi del colore. I colori dominanti del dipinto sono sicuramente il rosso, il verde, il blu (che prevale sia nelle ombre delle case che nei contorni) e l'arancione.
Più nel dettaglio, nella parte inferiore del dipinto, il paesaggio è contraddistinto da file di piante che conducono al centro del villaggio in cui si scorge la chiesa e predominano i toni del verde e del viola. Nella sua visione di Saintes-Marie de-la-Mer, van Gogh ha realizzato un campo in strisce strette attraversato da dei fiori (probabilmente della lavanda) che dirigono lo sguardo dell'osservatore ma allo stesso tempo lo allontanano. Le filiari di viti portano all'attenzione sulla chiesa slanciata con il suo tetto merlato: una delle prime cartoline però suggerisce che il pittore olandese abbia esagerato l'altezza delle torri della chiesa e del municipio più vicino. Le case sorgono dietro un muro dominato da una chiesa imponente e il cielo chiaro abbraccia l'intera città creando con il suo strato di vernice (quasi in rilievo, che contrasta con i puntini e con le pennellate sottili del campo e delle superfici sagomate) un'opera meravigliosa.
Nel complesso, le case si distinguono trai vari edifici grazie a tonalità terrose illuminate dalla luce intensa del sole, mentre le zone in ombra assumono sfumature di blu. È interessante notare come la tela venga impregnata da una luce calda che costituisce il tocco personale dell'artista quando dipinge questa zona della Francia. Il cielo è attraversato da un azzurro vibrante che cattura l'intensità luminosa della Provenza, descritta da van Gogh in una delle sue lettere come incandescente e unica. Vincent fa uso di colori a olio non diluiti, applicati con brevi e decise pennellate nella parte anteriore del dipinto per creare texture vivide e dinamiche. Al contrario, le architetture sullo sfondo sono definite da campiture uniformi delimitate da contorni scuri che conferiscono una struttura solida e contrastante all'immagine complessiva. Infine, se si osserva attentamente, tra il campo e la città si può distinguere la presenza di una figura nera che indica un sentiero o una strada.
Van Gogh, differentemente da altri suoi dipinti, non si avvicina agli elementi che vuole catturare disegnandoli con tratti rapidi e veloci (tipico degli impressionisti) bensì ne rappresenta i dettagli con assoluta precisione. Questo nuovo modo di "muoversi" gli permtte di stendere il colore lasciandosi guidare esclusivamente dall'effetto che è interessato ad ottenere.